# ザルトボメル
ザルトボメル（オランダ語: Zaltbommel [zɑltˈbɔməl] ( 音声ファイル)）は、オランダ南部に位置し、ヘルダーランド州に属する市(基礎自治体（ヘメーンテ）)。
ワール川とマース川に挟まれ、土壌が肥沃であることから、果樹および花き園芸が盛んである。

## 地区
現在のザルトボメル市は、1999年1月1日に、Brakel市、Kerkwijk市およびザルトボメル市が合併したため、以下の12の村落から成る。
- Aalst
- Bern
- Brakel
- Bruchem
- Delwijnen
- Gameren
- Kerkwijk
- Nederhemert
- Nieuwaal
- Poederoijen
- Zaltbommel
- Zuilichem

## ザルトボメル出身・由来の人物
- ヘラルド・フィリップス(Gerard Philips): フィリップス共同創業者。ザルトボメル出身。
- フィープ・フェステンドルプ(Fiep Westendorp): 「イップとヤネケ」(Jip en Janneke)作者。ザルトボメル出身。